# Zombie Birdhouse
Zombie Birdhouse es el sexto álbum de estudio del músico estadounidense Iggy Pop, publicado en septiembre de 1982 por Animal Records. El disco obtuvo críticas mixtas. Charlotte Robinson de PopMatters resaltó que se trata del "disco final de un periodo errático de experimentación en la carrera de Iggy Pop".

## Lista de canciones
Todas escritas por Iggy Pop y Rob Duprey, excepto "Ordinary Bummer" y "Street Crazies", escritas por Iggy Pop.

### Lado A
1. "Run Like a Villain" - 	3:00
2. "The Villagers" - 	3:46
3. "Angry Hills" - 	2:55
4. "Life of Work" - 	3:44
5. "The Ballad of Cookie McBride" - 	2:58
6. "Ordinary Bummer" - 	2:40

### Lado B
1. "Eat or Be Eaten" - 	3:14
2. "Bulldozer" - 	2:16
3. "Platonic" - 2:39
4. "The Horse Song" - 2:57
5. "Watching the News" - 4:10
6. "Street Crazies" - 3:53